# Laó
Laó (en llatí Laon, en grec antic Λάων "Láon" fou un poeta còmic atenenc de data incerta, ja que no s'ha pogut establir clarament si va pertànyer a la vella comèdia o a la comèdia mitjana. Tampoc se sap res de la seva vida. L'esmenta Estobeu i de la seva obra només es conserva una línia preservada per Dicearc de Messana.